# 櫻井祥子
櫻井 祥子（さくらい しょうこ、1984年〈昭和59年〉1月31日 - ）は、日本の政治家。参政党所属の参議院議員（1期）。

## 来歴
東京都大田区出身。大妻中学校・高等学校、東北大学理学部物理学科卒業。IT企業勤務を経て、2011年に独立しベンチャー共同創業。2019年、夫とIT教育関連サービスを開始し、この頃茨城県に移り住む。2023年に同事業を法人化。
2023年9月28日、参政党は次期衆院選茨城3区に櫻井を擁立すると発表。しかし、第50回衆議院議員総選挙直前となる2024年10月3日に同党は「議席確保のための戦略として、北関東を重点ブロックから外した」として櫻井の選挙区を東京1区に変更することを発表した。投開票の結果、落選。
2024年12月26日、参政党は第27回参議院議員通常選挙茨城県選挙区に櫻井を擁立すると発表。2025年7月20日の投開票の結果、初当選した。

## 選挙歴
| 当落 | 選挙                     | 執行日         | 年齢 | 選挙区       | 政党   | 得票数     | 得票率 | 定数 | 得票順位 /候補者数 | 政党内比例順位 /政党当選者数 |
| ---- | ------------------------ | -------------- | ---- | ------------ | ------ | ---------- | ------ | ---- | ------------------ | ---------------------------- |
| 落   | 第50回衆議院議員総選挙   | 2024年10月27日 | 40   | 東京都第1区  | 参政党 | 1万636票   | 5.98%  | 1    | 6/9                | /                            |
| 当   | 第27回参議院議員通常選挙 | 2025年07月20日 | 41   | 茨城県選挙区 | 参政党 | 30万8772票 | 24.80% | 2    | 2/8                | /                            |